# Liste der Bodendenkmale in Elsfleth
In der Liste der Bodendenkmale in Elsfleth sind die Bodendenkmale der niedersächsischen Gemeinde Elsfleth aufgeführt. Die Quelle ist der Denkmalatlas Niedersachsen.
- Bitte beachten Sie, dass diese Liste keinen Anspruch auf Vollständigkeit erhebt.
- Die Angaben ersetzen nicht die rechtsverbindliche Auskunft der zuständigen Denkmalschutzbehörde.
- Es sind nur Daten aus dem Denkmalatlas verarbeitet.
- Der Stand der Liste ist der 25. April 2025.

Elsfleth im Landkreis Wesermarsch

## Allgemein
In den Spalten finden sich folgende Informationen des Bodendenkmales:
| Lage         | geographische Koordinaten                                                           |
| Bezeichnung  | Bezeichnung lt. Denkmalatlas                                                        |
| Beschreibung | Beschreibung lt. Denkmalatlas                                                       |
| ID           | Objekt-ID                                                                           |
| Bild         | Bild, ggf. zusätzlich mit Link zu weiteren Fotos im Medienarchiv Wikimedia Commons. |

## Elsfleth
| Lage                        | Bezeichnung        | Beschreibung | ID       | Bild |
| --------------------------- | ------------------ | ------------ | -------- | ---- |
| 53° 11′ 59″ N, 8° 26′ 39″ O | Elsfleth 48, Deich |              | 32200236 | BW   |

## Moorriem
| Lage                        | Bezeichnung            | Beschreibung | ID       | Bild |
| --------------------------- | ---------------------- | --- | -------- | ---- |
| 53° 14′ 11″ N, 8° 24′ 33″ O | Moorriem 1, Deich      | Teilstück ID: 32199388 Teilstück ID: 32199761 Teilstück ID: 32199753 Teilstück ID: 32199751 Teilstück ID: 32199750 Teilstück ID: 32199763 | 32199504 | BW   |
| 53° 9′ 43″ N, 8° 18′ 26″ O  | Moorriem 7, Deich      | | 32200480 | BW   |
| 53° 13′ 40″ N, 8° 22′ 29″ O | Moorriem 18, Kirchwurt | | 32200738 | BW   |
| 53° 10′ 14″ N, 8° 22′ 19″ O | Moorriem 218, Deich    | | 32200838 | BW   |